# Le Chesne (tổng)
Tổng Le Chesne là một tổng ở tỉnh Ardennes trong vùng Grand Est.
Tổng này được tổ chức xung quanh Chesne ở quận Vouziers. Độ cao trung bình là 189 m.

## Hành chính
| Giai đoạn | Ủy viên           | Đảng | Tư cách |
| --------- | ----------------- | ---- | ------- |
| 2008-2014 | Jacques Morlacchi | DVG  |         |
| 2001-2008 | Jacques Morlacchi | DVG  |         |

## Các đơn vị hành chính
Le canton du Chesne gồm 17 xã với dân số 2 564 người (điều tra năm 1999, dân số không tính trùng)
| Xã                              | Dân số | Mã bưu chính | Mã insee |
| ------------------------------- | ------ | ------------ | -------- |
| Les Alleux                      | 63     | 08400        | 08007    |
| Les Grandes-Armoises            | 41     | 08390        | 08019    |
| Les Petites-Armoises            | 58     | 08390        | 08020    |
| Authe                           | 94     | 08240        | 08033    |
| Autruche                        | 44     | 08240        | 08035    |
| Belleville-et-Châtillon-sur-Bar | 327    | 08240        | 08057    |
| Boult-aux-Bois                  | 148    | 08240        | 08075    |
| Brieulles-sur-Bar               | 202    | 08240        | 08085    |
| Le Chesne                       | 939    | 08390        | 08116    |
| Germont                         | 35     | 08240        | 08186    |
| Louvergny                       | 75     | 08390        | 08261    |
| Montgon                         | 97     | 08390        | 08301    |
| Noirval                         | 27     | 08400        | 08325    |
| Sauville                        | 189    | 08390        | 08405    |
| Sy                              | 45     | 08390        | 08434    |
| Tannay                          | 149    | 08390        | 08439    |
| Verrières                       | 31     | 08390        | 08471    |

## Thông tin nhân khẩu
| 1962                                                     | 1968  | 1975  | 1982  | 1990  | 1999  |
| -------------------------------------------------------- | ----- | ----- | ----- | ----- | ----- |
| 3 097                                                    | 3 341 | 3 010 | 2 794 | 2 629 | 2 564 |
| Nombre retenu à partir de 1962 : dân số không tính trùng |       |       |       |       |       |